# لغة الإشارة التونسية
لغة الإشارة التونسية هي لغة إشارة يستخدمها الصم في تونس. وهي قريبة من لغات الإشارة الفرنسية والإيطالية.

## وصلات خارجية
- مقطع فيديو به لغة الإشارة التونسية